# Roquebrune (Gers)
Roquebrune (gaskognisch Ròcabruna) ist eine französische Gemeinde mit 208 Einwohnern (Stand 1. Januar 2022) im Département Gers in der Region Okzitanien. Sie gehört zum Arrondissement Auch und zum Kanton Fezensac. Roquebrune ist zudem Mitglied des 2003 gegründeten Gemeindeverbands Artagnan de Fezensac. Die Einwohner werden Roquebrunois(es) genannt.

## Lage
Roquebrune liegt an der Osse und deren Nebenfluss Guiroue auf einer Anhöhe. Zur Gemeinde gehören das Dorf und zahlreiche Kleinsiedlungen und Einzelgehöfte. Der Ort liegt rund 24 Kilometer nordwestlich der Stadt Auch im Zentrum des Départements Gers. Die Stadt Tarbes ist rund 57 Kilometer in südsüdwestlicher Richtung entfernt.

## Geschichte
Vor rund 60 Jahren wurde eine Steinaxt aus der Jungsteinzeit in der Nähe der heutigen Schule ausgegraben. Weitere Siedlungsbelege aus gallo-römischer Zeit sind der Pile de Montjoie, Überreste einer römischen Villa und ein Tumulus. Danach verschwand der Ort für Jahrhunderte im Dunkel der Geschichte. Die heutige Gemeinde entstand im Jahr 1343. Im Mittelalter wechselte der Ort mehrfach den Besitzer. Die Gemeinde gehörte von 1793 bis 1801 zum Distrikt Auch. Seit 1801 ist sie Teil des Arrondissements Auch. Von 1793 bis 2015 gehörte die Gemeinde zum Wahlkreis (Kanton) Vic-Fezensac (zeitweise Vic-sur-Losse genannt).

## Bevölkerungsentwicklung
| Jahr                       | 1962 | 1968 | 1975 | 1982 | 1990 | 1999 | 2006 | 2012 | 2020 |
| Einwohner                  | 309  | 274  | 235  | 190  | 197  | 187  | 193  | 200  | 211  |
| Quellen: Cassini und INSEE |      |      |      |      |      |      |      |      |      |

## Sehenswürdigkeiten
- Schloss Pujos (16. Jahrhundert), seit 1978 Monument historique
- Kirche Sainte-Catherine
- Grabstätte Pile de Montjoie aus gallo-römischer Zeit, seit 1925 Monument historique
- Kalvarienberg vor der Kirche
- Kapelle von Lamanse
- Wegkreuz von Jeanfaou
- Wegkreuz bei Cahuzac
- Lavoir (ehemaliges Waschhaus)
- Denkmal für die Gefallenen[1]

Quelle:

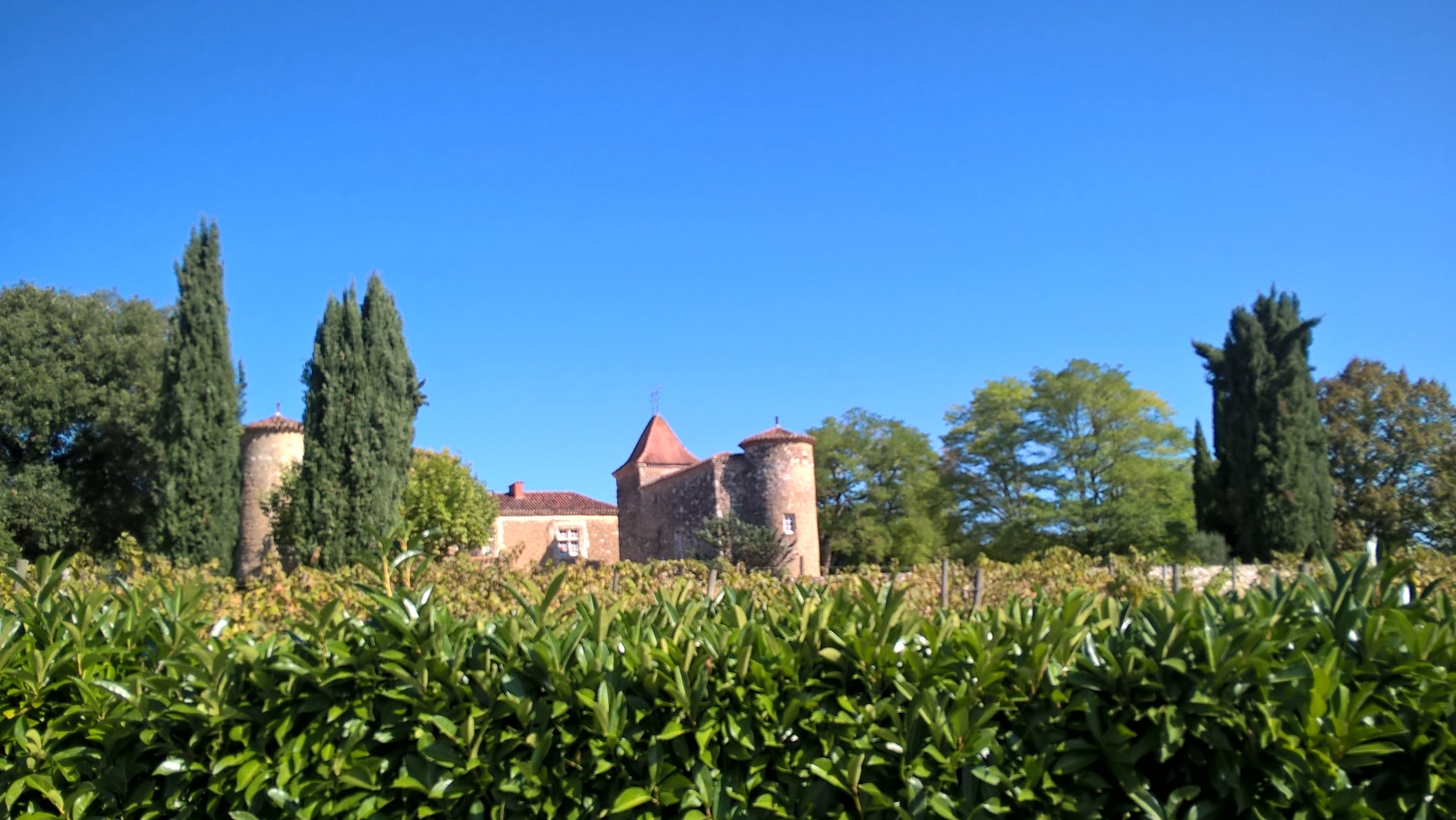
Schloss Pujos
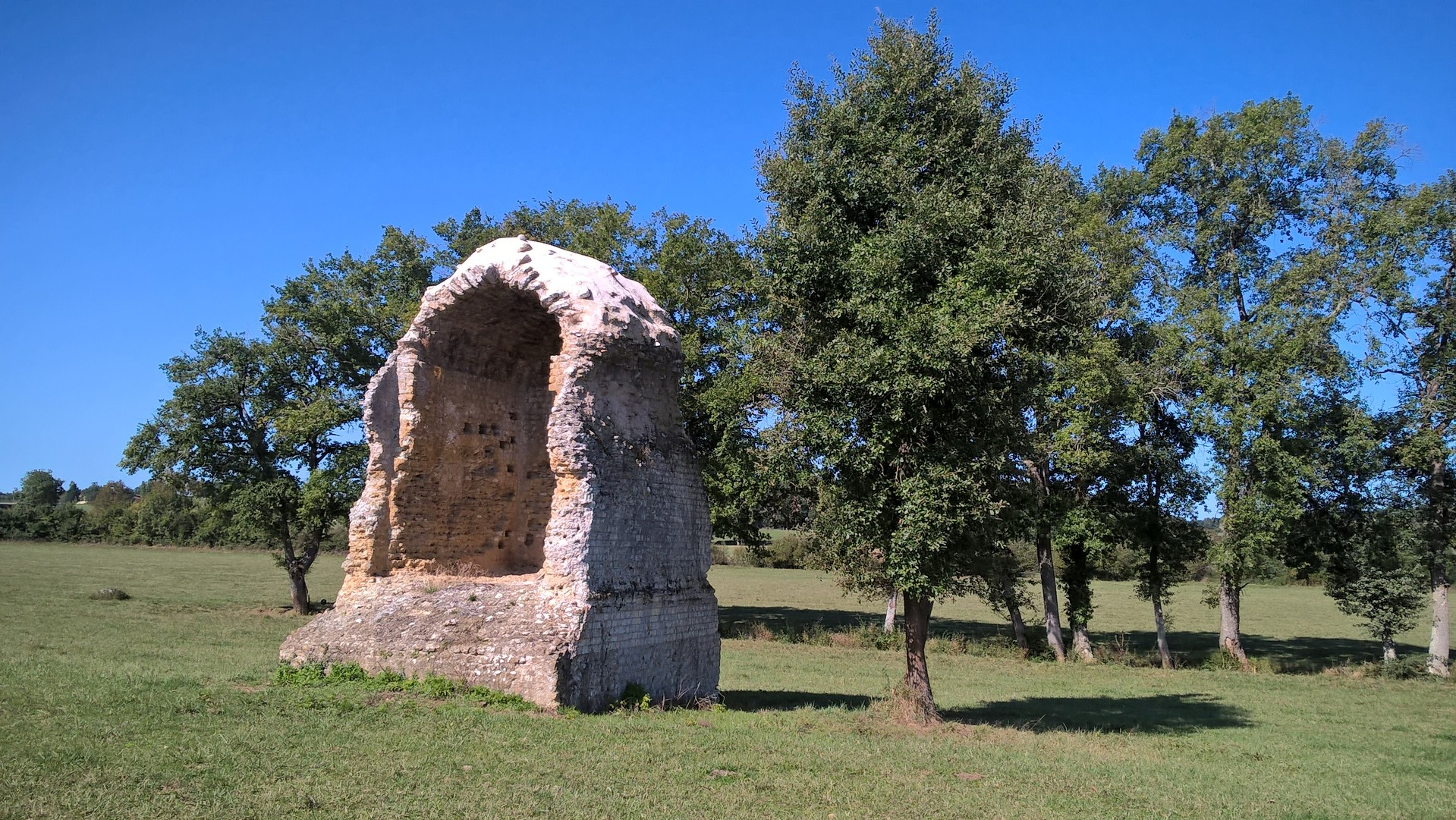
Grabstätte Pile de Montjoie